# Spółgłoska glottalizowana
Spółgłoska glottalizowana – spółgłoska z dodatkową artykulacją krtaniową.
W zależności od dźwięczności spółgłoski glottalizowane dzielą się na:
- spółgłoski ejektywne – bezdźwięczne, krtań pełni rolę tłoka wyrzucającego powietrze.
- spółgłoski iniektywne – dźwięczne, krtań zasysa powietrze.

Szacuje się, że spółgłoski glottalizowane posiada 15-20% języków, m.in. języki afroazjatyckie (np. amharski), języki austronezyjskie, języki salisz, języki na-dene, języki kaukaskie. W językach indoeuropejskich spółgłoski glottalizowane są rzadkie; spółgłoski ejektywne istnieją w języku osetyńskim pod wpływem języków kaukaskich. Spółgłoski iniektywne spotykamy w języku sindhi.